# Plexo cervical
El plexo cervical controla principalmente las funciones motoras del cuello y es el plexo nervioso más superior en el sistema nervioso periférico. Está formado por los ramos anteriores de los primeros cuatro nervios cervicales (de C1 a C4), ramos que con excepción del primero, se dividen en ramos ascendentes y descendentes, uniéndose con los ramos adyacentes formando bucles. Se encuentra a lo largo de las primeras cuatro vértebras cervicales, anteromedial al músculo elevador de la escápula y escaleno medio, y en la profundidad del músculo esternocleidomastoideo.

## Ramos
El plexo cervical tiene dos tipos de ramos, los superficiales que serán sensitivos, y los profundos que serán motores largos, que están organizados de la siguiente forma:
- Superficiales
  - Occipital menor: Se origina en C2, e inerva la piel de la parte posterior del cuero cabelludo.[2]
  - Auricular mayor: Se origina de C2 y C3, inerva la piel que va del ángulo de la mandíbula a la apófisis mastoides, la glándula parótida y la piel que la cubre, y la cara posterior del pabellón auricular.[1]
  - Cervical transverso: Se origina de C2 y C3, inerva la piel del triángulo anterior del cuello.[1][2]
  - Supraclavicular: Se origina de C3 y C4, inervan la piel del hombro.[1][2]
- Profundos
  - Asa cervical: Se origina por ramos de C1, C2 y C3, inerva los músculos infrahioideos del triángulo anterior del cuello.[1][2]
  - Frénico: Se origina principalmente de C4 pero tiene ramos de C3 y C5, da la totalidad de la inervación motora del diafragma y la sensibilidad de su porción central.[1][2]